# International Journal of Cultic Studies
Междунаро́дный журна́л иссле́дований ку́льтов (англ. International Journal of Cultic Studies ) — междисциплинарный рецензируемый научный журнал, издаваемый Международной ассоциацией исследования культов.

## Редакция
соредакторы
- Кармен Альмендрос[* 1].
- Дайан Касони[* 2]
- Род Дубров-Маршалл[* 3]

редакционная коллегия
- Мэрибет Айелла[* 4].
- Стив К. Д. Айхель[англ.][* 5]
- Айлин Баркер[* 6].
- Робин Бойль[* 7].
- Пабло Бриньол[* 8]
- Рассел Брэдшоу[* 9]
- Луи Брюне[* 10]
- Карлос Вильяграса[* 11]
- Линда Дубров-Маршалл[* 12]
- Мануэль Гамес-Гуадикс[* 13]
- Хуан Франциско Годой[* 14]
- Лорна Голдберг[* 15]
- Уильям Голдберг[* 16]
- Пабло Гуэрес[* 17]
- Хосе Антонио Карроблес[* 18]
- Питер Каус[англ.][* 19]
- Стивен Кент[* 20]
- Мария Хесус Мартин[* 21]
- Хосе Мануэль Мартинес[* 22]
- Хавьер Мартин-Пенья[* 23]
- Стивен Матч[англ.][* 24]
- Патриция Меркаде[* 25]
- Пётр Томаш Новаковский[* 26]
- Юлио Олеа[* 27]
- Адриана Панчеко Эспино Баррос[* 28]
- Мари-Андре Пелланд[* 29]
- Мигель Перладо[* 30]
- Мария дел Мар Рамос[* 31]
- Альваро Родригес-Карбаллейра[* 32]
- Омар Салдана[* 33]
- Мария Анхелес Хименес Таллон[* 34]
- Умберто Мануэль Трухильо[* 35]
- Деннис Туриш[* 36]
- Дони Уитсетт[* 37]
- Мануэль де Хуан Эспиноса[* 38]
- Алан Шефлин[* 39]
- Дэниел Шоу[* 40]
- Энрике Эчибуруа[исп.][* 41]

## Предыдущие названия
- Обозреватель культов (англ. The Cult Observer; 1984—2002)[3][7]
- Журнал исследований культов (англ. Cultic Studies Journal; 1984—2002)[3][7]
- Обзор исследований культов (англ. Cultic Studies Review; 2002—2010)[3][7]